# COVID-19-Pandemie in Schweden
Die COVID-19-Pandemie in Schweden trat ab Januar 2020 als regionales Teilgeschehen des weltweiten Ausbruchs der Atemwegserkrankung COVID-19 auf und beruhte auf Infektionen mit dem Ende 2019 neu aufgetretenen Virus SARS-CoV-2 aus der Familie der Coronaviren. Die COVID-19-Pandemie breitete sich ab Dezember 2019 von der chinesischen Metropole Wuhan, Provinz Hubei ausgehend aus. Ab dem 11. März 2020 stufte die Weltgesundheitsorganisation (WHO) das Ausbruchsgeschehen des neuartigen Coronavirus als Pandemie ein.
Bis Juli 2020 wurde die Strategie der schwedischen Regierung beschrieben als Strategie zur Verlangsamung des Infektionsgeschehens durch Maßnahmen mit vorwiegendem Empfehlungscharakter, die auf lange Zeit durchgehalten werden können. Dabei hatten die Behörden die Hoffnung, dass ein gewisses Maß an Herdenimmunität als Nebeneffekt entstehen würde, verfolgten dies jedoch nicht als Ziel der Strategie. Diese 2020 angewandte Strategie wurde als moralisch, ethisch und wissenschaftlich fragwürdiges Laissez-faire scharf kritisiert.
Die meisten Maßnahmen zur Eindämmung der Epidemie in Schweden waren freiwillig. Ende November 2020 griff die Regierung erstmals stärker in das öffentliche Leben ein und erließ Kontaktbeschränkungen. Ab März 2021 durften zudem Bars und Restaurants nur noch bis 20:30 Uhr öffnen. Die Beschränkung der Öffnungszeiten von Restaurants und Bars durch die Behörde für Öffentliche Gesundheit in Schweden endete am 1. Juli 2021. Anfang September 2021 wurden zunächst alle übrigen Beschränkungen und Empfehlungen aufgehoben. Im Dezember 2021 wurde für größere Veranstaltungen ein verpflichtender Impfnachweis eingeführt.

## Verlauf im Jahr 2020

### Januar und Februar
Der erste bestätigte COVID-19-Fall in Schweden wurde am 31. Januar gemeldet; eine aus Wuhan zurückkehrende Frau wurde positiv getestet. Am 26. Februar, nach dem COVID-19-Ausbruch in Italien und im Iran, traten in Schweden mehrere Cluster auf.

### März
Am 9. März folgte der erste Bericht über die Übertragung innerhalb des Landes bei zwei Patienten, die sich am 6. März im St.-Göran-Krankenhaus in Stockholm meldeten. In allen zuvor festgestellten Fällen war die Kontaktverfolgung erfolgreich gewesen und es wurden Verbindungen zu Reisenden oder anderen bestätigten Fällen hergestellt. Das schwedische Gesundheitsamt reagierte am 10. März mit einer Erhöhung der Risikobewertung der Ausbreitung in der Gemeinde von mäßig auf sehr hoch.
Der erste Todesfall wurde am 11. März gemeldet, als ein über siebzig Jahre alter Risikopatient aus der Region Stockholm auf der Intensivstation des Karolinska-Universitätskrankenhauses starb. Er war nicht im Ausland gewesen.
Ebenfalls am 11. März verabschiedete die schwedische Regierung eine Verordnung, die bis auf weiteres alle Versammlungen mit mehr als 500 Personen unter Strafandrohung verbot. Die zulässige Anzahl wurde am 29. März auf 50 Personen reduziert.
Ab dem 12. März wurde die nationale Teststrategie nur auf Ältere, Schwerkranke und medizinisches Personal angewendet. Die offizielle Empfehlung lautete ab dem 13. März, wegen nicht schwerwiegender Symptome zu Hause zu bleiben und keine Bezirksgesundheitszentren oder Krankenhäuser zu besuchen. Dies macht Statistiken aus Schweden mit anderen Ländern weniger vergleichbar.
Der zweite Todesfall in Schweden wurde am 14. März gemeldet, eine 85-jährige Frau mit Risikofaktoren in der Region Västra Götaland. Der dritte Todesfall am selben Tag war ein älterer Mensch in der Region Stockholm.
Bis zum 15. März gab es in Schweden 1190 bestätigte Fälle, wobei der Landkreis Stockholm am stärksten betroffen war. Am 26. März hatte sich die Zahl auf 2840 bei 71 Toten und sechzehn als geheilt geltenden Personen erhöht.
Die erste als infiziert gemeldete Person, eine Frau aus Jönköping, war einer der 16 offiziell als geheilt geltenden Fälle, die anderen waren zwei Menschen in einem Altersheim in Flen und dreizehn Menschen aus Värmland.
Regierungschef Stefan Löfven (SAP) erklärte Ende März: „Es geht um gesunden Menschenverstand“ und: „Wir vertrauen einander. Wir brauchen keine Verbote.“ Anders Tegnell, Chef-Epidemiologe der zuständigen Behörde für öffentliche Gesundheit in Schweden (schwedisch Folkhälsomyndigheten, FHM), führte aus: „Wir, die mit Infektionskrankheiten arbeiten, wissen ja, dass sich dieser Typ von Krankheit weiter ausbreiten wird, bis wir eine Immunität in der Bevölkerung erreicht haben“ und: „Einen anderen Weg, um es zu stoppen, gibt es nicht.“

### April
Bis Mitte April war das Virus, trotz Besuchsverboten, in einem Drittel der Altenheime in Stockholm aufgetreten; es verursachte einen sprunghaften Anstieg der Todesfälle. Tegnell äußerte die These, das neuartige Coronavirus sei „nicht aufzuhalten“. Die Kurve müsse flach gehalten werden, um Krankenhäuser nicht zu überlasten. Tegnell hatte aber von Anfang an auch die sozialen Folgen im Blick: Die Einschränkungen sollten nicht zu streng sein, damit Menschen auch bereit sind, diese monatelang zu akzeptieren. Zudem hoffte er darauf, dass auf diese Weise genug widerstandsfähige Menschen an Covid-19 erkranken, um eine Immunität gegen den Erreger zu entwickeln.
Zu Ende April glaubte die Gesundheitsbehörde, der Höhepunkt der Epidemie in der Region Stockholm sei bereits überschritten. Ein Viertel der Bevölkerung der Hauptstadtregion soll sich bis Anfang Mai mit dem Virus infiziert haben. Aufgrund der geringeren Restriktionen verbreitete sich das Virus in Schweden schneller als in Ländern mit einem Lockdown. In zwei Altenheimen der Hauptstadt wurden sämtliche Bewohner getestet, das Ergebnis: Von den 54 Personen, die keinerlei Symptome hatten, waren 20 positiv. „Schweden könnte also tatsächlich auf einem guten Weg in Richtung Herdenimmunität sein.“
Johan Carlson, Generaldirektor der schwedischen Behörde für öffentliche Gesundheit, sagte Ende April: „Das Wichtigste ist, dass Sie sicherstellen, dass Sie die Krankheit unter Kontrolle halten, damit das Gesundheitssystem nicht überlastet wird, und das haben wir bisher geschafft.“
Am 29. April veröffentlichte die schwedische Gesundheitsbehörde die Entwicklung der Reproduktionszahl Re, die im Verlauf des April auf unter 1 gesunken war. Tegnell äußerte in einem Interview die Vermutung, die Pandemie werde langsam abebben. Tegnell erklärte wiederholt, mathematischen Modellen zufolge sei es möglich, dass in Stockholm bereits Mitte Mai Anzeichen für eine Herdenimmunität zu sehen sein könnten.

### Mai
WHO-Exekutivdirektor Ryan nahm Anfang Mai zum schwedischen Sonderweg dezidiert Stellung: „Anders als andere stützte sich Schweden sehr stark auf seine Beziehung mit seinen Bürgern.“ In diesem Sinn habe Schweden die öffentliche Politik durch eine Partnerschaft mit der Bevölkerung umgesetzt. „Ich denke, wenn wir eine neue Normalität erreichen wollen, ist Schweden ein Vorbild, wie man zu einer Gesellschaft ohne Lockdown zurückkehrt.“ Weiter sagte Ryan, man müsse sich bewusst sein, dass das Virus vorhanden ist. Einzelpersonen, Familien und Gemeinschaften müssten tagtäglich alles tun, um die Übertragung dieses Virus einzudämmen. „Das kann bedeuten, dass wir unsere Lebensweise anpassen müssen.“ In Schweden werde untersucht, wie das in Echtzeit geschehen kann. „Ich denke also, dass wir vielleicht von unseren Kollegen in Schweden etwas lernen können“, sagte Ryan.
Der Tagesspiegel stellte im Mai fest: „Schweden hat die Test-Kapazitäten zwar (bis Anfang Mai) … deutlich ausgeweitet, aber insgesamt wird hier noch vergleichsweise wenig getestet.“ Rund 90 % aller Patienten, die bis 7. Mai in Verbindung mit Covid-19 verstorben waren, waren älter als 70 Jahre, und mehr als die Hälfte lebte zuvor in einem Heim.
Nach Veröffentlichung des Zwischenergebnisses einer noch laufenden Studie der staatlichen Gesundheitsbehörde vom 20. Mai ging diese aufgrund von Hochrechnungen davon aus, dass bereits über 20 % der Bevölkerung in Stockholm über Antikörper gegen den Covid-19-Erreger verfügten. Spätere Untersuchungen von Blutproben aus diesem Zeitraum zeigten allerdings nur einen Anteil von 10 %. Als positives Zeichen sah Tegnell, dass seit Mitte April die Reproduktionszahl kontinuierlich unter 1,0 lag.

### Juni
Die Behörde für öffentliche Gesundheit präsentierte am 2. Juni Zwischenergebnisse einer Antikörperstudie. In Blutproben aus der 20. Kalenderwoche (11. Mai bis 17. Mai) waren bei knapp 8 % der unter 20-Jährigen, knapp 7 % der 20- bis 64-Jährigen und etwa 3 % der über 65-Jährigen Antikörper nachweisbar, mit starken regionalen Unterschieden.
Die im Vergleich zu den Nachbarländern hohen Zahlen an COVID-19-Toten führten zu einem Rückgang des Vertrauens in die schwedische COVID-19-Strategie in der Bevölkerung. Dabei brach das Vertrauen in die Regierung von 63 auf 45 Prozent ein. Die Behörde für öffentliche Gesundheit verlor zwar ebenfalls an Vertrauen, lag aber nach zuvor 73 Prozent immer noch bei einem Wert von 65 Prozent. Die Maßnahmen, etwa die geöffneten Schulen, werden in der Bevölkerung auch begrüßt. Nachbarländer mit einem abgemilderteren Infektionsgeschehen sparten Schweden bei den Grenzöffnungen aus Sorge vor importierten Fällen zunächst aus, die Oppositionsparteien kündigten eine Untersuchungskommission noch vor dem Sommer an. Staatsepidemiologe Tegnell räumte währenddessen selbst Fehler ein: Es gäbe „Verbesserungspotenzial bei dem, was wir in Schweden gemacht haben“. Zugleich sagte er jedoch, die Gesamtstrategie habe gut funktioniert, und er resümierte: „Würden wir auf die gleiche Krankheit treffen, mit dem, was wir heute über sie wissen, denke ich, wir würden irgendwo in der Mitte landen zwischen dem, was Schweden getan hat und was der Rest der Welt gemacht hat.“
Am 4. Juni kündigte die Regierung an, künftig alle Personen mit Symptomen zu testen und dafür 5,9 Milliarden Schwedische Kronen zur Verfügung zu stellen.
Unter dem Druck der Opposition leitete Ministerpräsident Löfven am 30. Juni eine Untersuchung zum Umgang mit der Pandemie in Schweden ein. Eine Kommission sollte untersuchen, welche Änderungen vorgenommen werden sollten angesichts hoher Infektionszahlen und einer hohen Todesrate.  Die Kommission wurde geleitet vom ehemaligen Vorsitzenden des Obersten Verwaltungsgerichtshofes Mats Melin und sollte einen ersten Bericht bis 30. November 2020, einen zweiten bis zum 31. Oktober 2021 und einen Abschlussbericht bis 28. Februar 2022 vorlegen.

### Juli
Anfang Juli beauftragte die Regierung das Schwedische Forschungsinstitut der Verteidigung (Totalförsvarets forskningsinstitut, kurz: FOI), das derzeitige System der Krisenvorsorge zu untersuchen und bis November Reformvorschläge zu machen. Das FOI sollte sich speziell mit dem finnischen Modell für die Krisenvorsorge befassen.
Im Laufe des Monats Juli sank die Zahl der täglich entdeckten Neuinfektionen deutlich, von etwa 1000 Ende Juni auf etwa 200 Ende Juli. Als mögliche Ursachen für den deutlichen Rückgang wurden verschiedene Faktoren angeführt, darunter neben den freiwilligen Maßnahmen zur Kontaktbeschränkung auch die lange Sommerpause, die von vielen Schweden im eigenen Sommerhaus verbracht wird. Der Staatsepidemiologe Anders Tegnell äußerte, dass saisonale Effekte aber allein nicht ausreichend seien, um den starken Rückgang zu erklären. Auch zunehmende Immunität in der Bevölkerung hat zum Fall der Infektionsrate beigetragen; der Anteil dieses Effekts ist aber umstritten.

### Oktober
Vom 20. Oktober bis zunächst am 3. November galten zum ersten Mal für eine Region – die Region Uppsala – strengere Empfehlungen als für das übrige Schweden. Uppsala ist die viertgrößte Stadt Schwedens und hat eine große Universität. Die Corona-Zahlen dort waren rasant gestiegen (14-Tages-Inzidenz pro 100.000 Einwohner erreichte 207 Fälle; zum Vergleich: Zur gleichen Zeit waren es in Stockholm 134 Fälle und in ganz Schweden 99 Fälle). Menschen in der Region sollen physischen Kontakt zu Menschen außerhalb ihres Haushalts vermeiden, keine Feste organisieren und nicht an Festen teilnehmen. Es wurde davon abgeraten, öffentliche Verkehrsmittel zu nutzen.
Die 14-Tages-Inzidenz pro 100.000 Einwohner vervierfachte sich bis Ende Oktober auf einen Wert von 203,9. Gegen Monatsende war auch ein moderater Anstieg der Todesfälle zu verzeichnen.

### November
Anfang November stellte Ministerpräsident Löfven fest, dass die „Sommerpause“ vorbei und die Lage wieder „sehr ernst“ sei. Zudem kündigte er neue Maßnahmen zur Pandemiebekämpfung an. Empfehlungen für Kontaktbeschränkungen, Heimarbeit und Benutzung öffentlicher Verkehrsmittel in den Regionen Halland, Örebro und Jönköping sollten verschärft und eine Obergrenze von acht Personen für Feiern in Restaurants landesweit eingeführt werden.
Am 11. November wurde eine 14-Tage-Inzidenz von 481 pro 100.000 Einwohner gemeldet; die Positivquote von Corona-Tests in der Region Stockholm betrug 20 Prozent. Die Regierung gab bekannt, ein Alkoholverkaufsverbot ab 22 Uhr zum 20. November einführen zu wollen. Der Gesetzgebungsprozess dazu wurde eingeleitet. Die Möglichkeiten der schwedischen Regierungen waren beschränkt, da es keine gesetzliche Grundlage für einen Lockdown gab. Am 11. November wurde in den Städten Stockholm und Göteborg wieder ein Besuchsverbot in Altersheimen eingeführt.
Wegen stark ansteigender Zahlen wurde am 16. November bekanntgegeben, dass ab 24. November die Teilnehmerzahl bei öffentlichen Veranstaltungen auf acht Personen beschränkt werde. Die Ausnahme für Orte, wo Essen und Getränke serviert werden, sollte wegfallen. Diese Maßnahmen sollten zunächst für vier Wochen gelten. Im Dezember sollte bekanntgegeben werden, ob dies über Weihnachten und Neujahr verlängert werde.

### Dezember
Bei weiter steigenden Fallzahlen nahm die öffentliche Kritik am Pandemiemanagement zu. Ministerpräsident Stefan Löfven warf den Fachleuten vor, die zweite Infektionswelle im Herbst nicht kommen gesehen zu haben, sie hätten stattdessen von verschiedenen Clustern geredet. In seinem Jahresrückblick zog der schwedische König Carl XVI. Gustaf eine negative Bilanz: „Ich denke, wir haben versagt. Wir haben eine große Anzahl an Toten, und das ist furchtbar. Daran leiden wir alle.“
Am 18. Dezember kündigte die schwedische Regierung an, dass Fitnessstudios, Schwimmbäder, Büchereien und Museen ab 24. Dezember bis zum 24. Januar 2021 geschlossen werden. Außerdem wurde der Fernunterricht für weiterführende Schulen bis zum 24. Januar 2021 verlängert und die Regierung empfahl erstmals das Tragen von Masken in öffentlichen Verkehrsmitteln.

## Verlauf im Jahr 2021

### Januar und Februar
Auch in der zweiten Welle erreichte Schweden eine Inzidenz von über 200. Trotz lauter werdender Kritik am Vorgehen der Regierung solle es aber anders als im Rest Europas keinen allgemeinen Lockdown geben.
Seit dem 7. Januar empfahl auch die Gesundheitsbehörde das Tragen von Gesichtsmasken zu Stoßzeiten im öffentlichen Nahverkehr. Am 8. Januar beschloss das Schwedische Parlament ein neues Pandemiegesetz, das der Regierung bis September 2021 die Befugnis gab, Geschäftsschließungen oder Einschränkungen im öffentlichen Nahverkehr anzuordnen. Zunächst wurde aber keine Schließung, sondern nur eine Beschränkung der Kundenzahl in Geschäften und Fitnessstudios beschlossen. Im Februar wurde die Ausbreitung neuer Mutationen des Coronavirus in Schweden bekannt, sowohl für die britische als auch die südafrikanische Variante wurde lokale Übertragung nachgewiesen. Nach einem moderaten Rückgang der Infektionszahlen im Januar stiegen diese im Februar wieder leicht an. Die Zahl der mit COVID-19 assoziierten Todesfälle nahm jedoch weiterhin ab. Chefepidemiologe Anders Tegnell führte diesen Rückgang auf die Impfungen zurück, Mitte Februar hatten bereits 80 % der Bewohner von Altenheimen eine erste Corona-Impfung erhalten.

### März bis November
Bei anhaltend niedrigen Infektionszahlen im Frühjahr wurden die Beschränkung der Öffnungszeiten von Restaurants und Bars durch die Behörde für Öffentliche Gesundheit in Schweden am 1. Juli aufgehoben. Nach einem ebenfalls ruhigen Sommer wurden Anfang September alle übrigen Beschränkungen und Empfehlungen aufgehoben. Teststrategie und Infektionsnachverfolgung bestehen jedoch fort.
Trotz fehlender Einschränkungen hatte Schweden im Herbst 2021 im Vergleich zu anderen Ländern eine niedrige Sieben-Tage-Inzidenz und eine geringe Hospitalisierungsrate. Eine vierte Welle blieb zunächst aus. Als Ursachen wurden unter anderem die hohe Impfquote bei über 60-jährigen, Eigenverantwortung und Disziplin der schwedischen Bevölkerung sowie das Vertrauen in die Gesundheitsbehörden angenommen.

### Dezember
Zum 1. Dezember wurde eine Impfnachweispflicht für Veranstaltungen mit mehr als 100 Teilnehmern in Innenräumen ohne feste Sitzplätze eingeführt. Seit dem 8. Dezember gab es auch wieder die Empfehlung in öffentlichen Verkehrsmitteln zu Stoßzeiten eine Maske zu tragen und wenn möglich in Telearbeit zu gehen.

## Maßnahmen
Schweden setzte von Anfang an auf freiwillige Disziplin und wenige Verbote. Da die Dauer der Pandemie nicht vorhersehbar war, wurde das Ausmaß der Maßnahmen und Beeinträchtigungen so gewählt, dass sie voraussichtlich auch für einen längeren Zeitraum von der Allgemeinheit akzeptiert werden können. So wurde auf das Testen von Symptomfreien bewusst verzichtet, auch wurde von niemandem ein negativer Covid-19-Test verlangt, um etwa Restaurants, Hotels oder Friseure in Anspruch nehmen zu dürfen. Für den Besuch eines Friseurs, eines Restaurants oder eines Hotels war auch kein Nachweis einer überstandenen Covid-19-Infektion oder Impfnachweis erforderlich.
Die Allgemeinheit wurde aufgefordert
- zuhause zu bleiben, falls man sich auch nur im Geringsten krank fühlt,
- die Hände oft zu waschen,
- auf die Teilnahme an gesellschaftlichen Veranstaltungen mit einer größeren Anzahl an Teilnehmern zu verzichten,
- Abstand zu seinen Mitmenschen zu halten.
- Menschen, die 70 Jahre und älter sind, wurden aufgefordert, nahe Kontakte zu vermeiden. Diese zusätzliche Anweisung an über 70-Jährige wurde im Oktober 2020 widerrufen.
- von Reisen innerhalb Schwedens, die nicht notwendig sind, wurde abgeraten. Die Restriktion wurde mit Wirkung vom 13. Juni 2020 aufgehoben.[50][78]
- Die Einreise von außerhalb der europäischen Freihandelszone wurde am 19. März 2020 untersagt und zuletzt bis zum 15. Juni 2020 verlängert.[79]
- Bis zur Klassenstufe 9 wurde weitgehend normaler Unterricht durchgeführt, höhere Klassen wurden im Fernunterricht unterrichtet.[80][81][82] Dies wurde dadurch begründet, dass es wissenschaftlich keine Evidenzen zu Kindern gebe, dass diese als Risikogruppe oder Überträger des Virus auffällig seien.[83] Universitäten stellten auf Fernstudium und Heimarbeit um. Die Einschränkungen für höhere Schulklassen und Universitäten wurden Mitte Juni 2020 aufgehoben.[84]
- Besuchsverbot von 1. April bis 1. Oktober 2020 für Pflege- und Altersheime.[85][86] Personen über 70 Jahren oder in Risikogruppen wurde empfohlen zu Hause zu bleiben und alle sozialen Kontakte zu reduzieren.[87]
- Gastronomiebetriebe und Handel blieben ebenso offen wie die Landesgrenzen. In Bars durfte nur noch an den Tischen und sitzend gegessen und getrunken werden, jedoch nicht stehend an Theken. Ab 20. November 2020 war geplant, ein Alkoholverkaufsverbot nach 22 Uhr einzuführen.
- Am 27. März 2020 verschärfte Schweden sein Veranstaltungsverbot. Es galt seitdem für Veranstaltungen ab 50 Personen.[88] Veranstaltungen mit bis zu 300 Teilnehmern wurden ab 1. November in den meisten Regionen wieder erlaubt, sofern das Publikum sitzt und zwischen den Gruppen mindestens ein Meter Abstand ist.[89] Ab 24. November wurde die Teilnehmerzahl auf acht Personen beschränkt. Die Ausnahme für Orte, wo Essen und Getränke serviert werden, fiel weg.[90][91]
- Die Behörde für öffentliche Gesundheit in Schweden empfahl seit Januar 2021 Reisenden, die älter als 15 Jahre waren und zu Stoßzeiten (werktags 7-9 und 16-18 Uhr) öffentliche Verkehrsmittel benutzten, einen Mund-Nasen-Schutz zu verwenden. Die Empfehlung wurde am 1. Juli 2021 widerrufen.[13]

Außerdem wurde am 16. März 2020 die Anzahl der Abgeordneten im Reichstag von 349 auf 55 reduziert. Zunächst auf 2 Wochen begrenzt, wurde die Maßnahme zweimal verlängert, zuletzt bis zum 17. Dezember 2020.

## Statistik
Absolute Zahlen von Infizierten und Verstorbenen, ebenso wie auf die Einwohnerzahlen bezogene Infektions- und Sterberaten sind aufgrund national voneinander abweichender Zählweisen und unterschiedlich vieler Testungen grundsätzlich nicht ohne Weiteres zwischen Ländern vergleichbar.

### Infektionen

Bestätigte Infizierte in Schweden nach Daten der WHO. Oben kumuliert, unten Tageswerte

### Todesfälle im Zusammenhang mit einer nachgewiesenen Infektion

Bestätigte Todesfälle in Schweden nach Daten der WHO. Oben kumuliert, unten Tageswerte

### Tägliche und jährliche Todesfälle seit 2015
Im Folgenden aufgeführt sind die gesamten Todesfälle im Verlauf der betrachteten Jahre nach offiziell gemeldeten Zahlen. Dem Diagramm kann die Übersterblichkeit oder Untersterblichkeit entnommen werden. Die Daten werden im Bericht der statistischen Zentralbehörde Schwedens (SCB) veröffentlicht. Die Zahlen für 2021 sind vorläufig. Die schwarze Linie ist der Durchschnitt von 2015–2019 und wird zum Vergleich eingeführt.
Tägliche Todesfälle (aller Todesursachen)
Seit Januar 2015 in Schweden
Die Anzahl der jährlichen Todesfälle seit 2015 sowie die Einwohnerzahl in Schweden wird von der statistischen Zentralbehörde (SCB) wie folgt angegeben:
| Kalenderjahr | Todesfälle | Einwohnerzahl |
| ------------ | ---------- | ------------- |
| 2015         | 90 907     | 9 851 017     |
| 2016         | 90 982     | 9 995 153     |
| 2017         | 91 972     | 10 120 242    |
| 2018         | 92 185     | 10 230 185    |
| 2019         | 88 766     | 10 327 589    |
| 2020         | 98 124     | 10 379 295    |
| 2021         | 91 958     | 10 452 326    |
| 2022         | 94 737     | 10 521 556    |

### Historische Vergleiche
Wissenschaftler der Universitäten in Zürich und Bern berechneten für die Länder Schweiz, Schweden und Spanien relative Übersterblichkeiten während vier großer Pandemien seit 1890: der Influenza-Pandemie von 1890, der Spanischen Grippe von 1918, der Influenza-Pandemie von 1957 sowie der rezenten COVID-19-Pandemie (2020). Hierbei ergab sich für 2020 in Schweden eine relative Übersterblichkeit von 8,5 % im Vergleich zu einem fiktiven pandiemiefreien Jahr. Die mit dem Verfahren berechnete relative Übersterblichkeit im ersten Kalenderjahr der COVID-19-Pandemie war damit in Schweden höher als 1957 (4,0 %) aber geringer als 1890 und 1918 (12,1%, 33,1 %).
Studien von Forschern des Max-Planck-Instituts Rostock, der Universitäten Oxford, Cambridge und der Süddänischen Universität Odense ergaben, dass 2020 die Lebenserwartung in Schweden im Vorjahresvergleich signifikant sank (−7,6 Monate). Damit verzeichnete das Land laut der Studie den höchsten Einbruch der statistischen Lebenserwartung seit 1944 bzw. dem Zweiten Weltkrieg. Ein signifikantes Sinken der Lebenserwartung 2020 wurde in diesen Studien in den meisten europäischen untersuchten Ländern festgestellt, nicht jedoch in Schwedens Nachbarländern Finnland, Norwegen und Dänemark.

### Pandemiebedingte Übersterblichkeit 2020 und 2021 im internationalen Vergleich
Im Mai 2022 gab die WHO bekannt, dass die Übersterblichkeit in Schweden in den Jahren 2020 und 2021 66,3 (95%-Kredibilitätsintervall: 57,5-75,0) pro 100.000 Einwohner betrug – in Deutschland wird diese mit 73,0 (59,6-84,6) pro 100.000 angegeben. Die Übersterblichkeit Schwedens war besonders 2020 höher als bei seinen skandinavischen Nachbarländern Norwegen, Finnland und Dänemark, deren demographische und ökonomische Profile sowie Gesundheitssysteme mit Schweden vergleichbar sind. Zu weiteren Faktoren, die bei der Vergleichbarkeit eine Rolle spielen, zählen Bevölkerungsdichte oder Anzahl an Einpersonenhaushalten, die Schweden zum Beispiel stark vom Vereinigten Königreich oder Italien unterscheidet. Um den Faktor Bevölkerungsdichte zu berücksichtigen, untersuchte eine schwedische Studie den Einfluss der Corona-Maßnahmen während der ersten Welle (bis August 2020) auf die Mortalität in den nordischen Ländern sowie in den verschiedenen Regionen Schwedens, die teils höhere, teils niedrigere Bevölkerungsdichten als die nordischen Nachbarländer vorweisen. Die Studie kam zum Ergebnis, dass auch unter Berücksichtigung der Bevölkerungsdichte die schwedischen Maßnahmen eine signifikante Erhöhung der COVID-19-Mortalität bewirkten.

### Wirtschaftliche Entwicklung im Pandemiezeitraum (2020–2022)
Die schwedische Wirtschaft zu unterstützen war und ist eines der zentralen Ziele der COVID-Maßnahmen der schwedischen Regierung.
Die Tabelle zeigt die Entwicklung des preisbereinigten (realen) Bruttoinlandsproduktes (BIP) in den Jahren 2020 bis 2022. Aufgelistet sind die relativen Änderungen zum jeweiligen Vorjahr. Zum Vergleich sind die skandinavischen Nachbarn Schwedens sowie Deutschland als größte Volkswirtschaft Europas mit ähnlicher Exportquote wie Schweden im Jahr 2021 (DEU: 47,3 %, SWE: 45,4 %) ebenfalls aufgeführt.
| Kalenderjahr | Schweden | Dänemark | Finnland | Norwegen | Deutschland |
| ------------ | -------- | -------- | -------- | -------- | ----------- |
| 2020         | −2,2 %   | −2,0 %   | −2,2 %   | −0,7 %   | −3,7 %      |
| 2021         | 5,1 %    | 4,9 %    | 3,0 %    | 3,9 %    | 2,6 %       |
| 2022         | 2,6 %    | 3,6 %    | 2,0 %    | 3,3 %    | 1,8 %       |

Laut einer Studie von der Michigan State University, das Jahr 2020 betreffend, sowie einem Bericht der schwedischen Coronakommission für 2020 bis Ende 2022, hat die schwedische Coronapolitik in diesen Zeiträumen keine messbaren wirtschaftlichen Vorteile gegenüber seinen nordischen Nachbarländern gebracht. Obwohl sich Schweden für eine lockerere COVID-19-Gesundheitspolitik entschieden hätte, um seiner Wirtschaft zu nützen, gäbe es keine Beweise dafür, dass dies kurzfristige wirtschaftliche Vorteile hatte, während gleichzeitig die Krankheitsübertragungen und Sterblichkeitszahlen im Vergleich zu den Nachbarländern unverhältnismäßig hoch gewesen seien. Anhand des Vergleiches skandinavischer Konsumentendaten ließ sich ebenfalls feststellen, dass Gesetze zur sozialen Distanzierung sogar einen wirtschaftlichen Vorteil bieten können, indem sie das Konsumverhalten vulnerabler Populationen aufrechterhalten.

## Bewertung und Diskussion über die schwedischen Maßnahmen
Die 2020 angewandte Strategie der freizügigen Maßnahmen („schwedischer Sonderweg“) wurde mehrfach kritisiert.
So hatte eine eingesetzte Coronakommission für Februar und März 2020 kräftigere und einschränkendere Maßnahmen (z. B. ein vorübergehendes Einreiseverbot oder ein Schließen von Betrieben) erwartet. Diese hätten ältere Bürger und andere Risikogruppen besser schützen können. Moniert wurde auch die Kommunikation der Empfehlungen von Regierungs- und Behördenseiten.

### Wissenschaftliche Untersuchung
Zu einem schärferen Urteil kam eine 2022 veröffentlichte Studie, die die Strategie der schwedischen Entscheider im ersten Jahr untersucht hatte. Hierbei wurde bei der Corona-Politik das moralische, ethische und wissenschaftlich fragliche Laissez-faire scharf kritisiert. Die Rate der Sterbefälle zu Beginn der Pandemie lag in Schweden mit 1790 pro eine Mio. Einwohner signifikant höher als in den skandinavischen Nachbarländern Norwegen (428) und Finnland (538). Es wurde viel Wert auf ein nach außen wirkendes „Image“ als liberale Gesellschaft als auf die Rettung und den Schutz von Menschenleben oder auf ein evidenzbasiertes Vorgehen gelegt. Hinweise und Empfehlungen seitens der WHO, des ECDC und der nationalen sowie internationalen wissenschaftlichen Gemeinschaft wurden dagegen ignoriert und/oder sogar diskreditiert. Eine konstruktive Fehlerkorrektur wurde lange Zeit verhindert.

„Einer der Fehler aus meiner Sicht war, dass die Gesundheitsbehörde und die offiziellen Stellen nicht offen waren für Diskussionen aus den Kreisen der Wissenschaft.“

Die schwedischen Medien, politische Entscheider und die Bevölkerung haben zwar den Sonderweg akzeptiert – dies lag aber auch daran, dass wichtige Fakten zu Corona (z. B. die Ausbreitung über die Luft, das Ansteckungspotential asymptomatischer Personen, die Schutzwirkung des Tragens einer Maske) nicht kommuniziert wurden. Schwedens politische Entscheider haben eine natürliche Herdenimmunität seiner Bevölkerung angestrebt, dies aber nie offiziell verkündet. Neben den lebensgefährdenden Umgang mit infizierten Senioren (siehe unten) wurden auch der Umgang mit Kindern scharf kritisiert. So sei ein Hausunterricht auch bei vorerkrankten Schülern nicht erlaubt worden, Infektionsschutzmaßnahmen waren spärlich vorhanden.
Im Vergleich zu anderen Ländern wurde erst spät und lediglich symptomatische Patienten getestet. Weder gab es eine offizielle Kontaktverfolgung, noch eine vorgeschriebene Quarantäne.

### Studie der COVID-19 Excess Mortality Collaborators
Eine in The Lancet im März 2022 veröffentlichte Studie hat die pandemiebedingte Übersterblichkeit für die Jahre 2020 und 2021 anhand von Bevölkerungsstatistiken weltweit untersucht und miteinander verglichen. Dabei wurde für Schweden für diese beiden Jahre eine Übersterblichkeit von 91,2 je 100.000 Einwohner (95%-KI: 85,2–98,1 je 100.000 Einwohner) geschätzt. Das ist im europäischen Rahmen ein vergleichsweise niedriger Wert, ähnlich dem für Finnland (80,8; 95%-KI: 66,2–94,0) oder Dänemark (94,1;  95%-KI: 80,5–106,3). Die Übersterblichkeit war damit zwar wesentlich höher als in Norwegen (7,2 je 100.000 Einwohner; 95%-KI: 0,0–15,9), aber signifikant niedriger als im Durchschnitt in Deutschland (120,5 je 100.000 Einwohner; 95%-KI: 115,1–125,1), Frankreich (124,2; 95%-KI: 120,5–127,7), Spanien (186,7; 95%-KI: 181,3–191,5) oder Portugal (202,2; 95%-KI: 190,7–212,2).
Die Autoren der Studie warnten jedoch in Anbetracht der großen Heterogenität der epidemiologischen Profile in den einzelnen Ländern, keine zu starken Annahmen über Ursachen ohne weitere Forschung zu treffen. Die Autoren dieser Studie stellten außerdem fest, dass die Übersterblichkeit in einigen Ländern mit hohem Einkommen, wie Belgien und Schweden so gut wie ausschließlich durch COVID-19-Tote zu zustande käme:

„In some high-income countries like Belgium and Sweden […] the ratio between excess deaths and reported COVID-19 deaths is close to 1“

Weiter schrieben die Autoren, dass strenge Lockdown-Maßnahmen wie in Australien und Neuseeland sogar zu einer negativen Übersterblichkeiten geführt hätten, wahrscheinlich durch Reduktion der Risiken anderer Krankheiten und Verletzungen.

### Häufung von Todesopfern unter Bewohnern von Seniorenheimen
Stand September 2020 waren rund 70 % der in Schweden an Corona verstorbenen Menschen Bewohner von Alten- und Pflegeheimen. Bereits im Juli 2020 wurde über mangelnde Vorbereitungen der Einrichtungen für den Pandemiefall, die zu einer hohen Zahl an Todesopfern in diesen Heimen geführt habe, berichtet. Die schwedische Regierung hat hierzu eine Untersuchungskommission eingesetzt, die die Ursachen aufarbeiten soll.
Im Oktober 2020 wurde bekannt, wie unter der behördlichen Vorgabe, die Krankenhäuser vor Überlastung schützen zu wollen, an SARS-CoV-2 erkrankten Bewohnern von Alten- und Pflegeheimen trotz eigentlich guter Überlebenschancen und freier Krankenhauskapazitäten eine adäquäte Behandlung verweigert und lediglich eine palliative Behandlung gewährt wurde. Auch in Krankenhäusern sollen trotz ausreichend freier Intensivbehandlungsplätze Menschen mit Vorerkrankungen und ab einem bestimmten Alter nur noch palliativ behandelt worden sein. Ein schwedischer Klinikarzt wird im Artikel wie folgt zitiert:

„Wir wurden gezwungen, Menschen vor unseren Augen sterben zu lassen, obwohl wir wussten, dass sie bei Intensivbehandlung eine gute Überlebenschance hatten.“

So wurden viele an Corona infizierte Senioren mit Morphin behandelt, anstatt sie mit Sauerstoff zu beatmen – auch andere lebensrettende Behandlungen seien ohne vorherige Untersuchung und ohne Information der Patienten oder deren Angehörigen verweigert worden.
Die Aufsichtsbehörde für das Gesundheitswesen legte Ende November 2020 einen Untersuchungsbericht vor. Dieser kritisiert die 21 Provinzen; diese sind unter anderem für die Versorgung der Menschen in den Alten- und Pflegeheimen zuständig.
Die Durchsicht von Krankenakten ergab, dass etwa ein Fünftel der Corona-Kranken nicht individuell von einem Arzt untersucht worden war; die übrigen wurden meist telefonisch oder digital kontaktiert. Keine Region sei ihrer Verantwortung gerecht geworden, urteilte die Behörde. Die Mängel seien nicht allein auf die COVID-19-Pandemie zurückzuführen. Die Zeitung Dagens Nyheter nannte dies den „größten politischen Skandal in der Corona-Krise“.

### Veröffentlichung von Zahlen zur Gesamt-Übersterblichkeit im Zeitraum 2020–2022
Am 4. März 2023 veröffentlichte das Svenska Dagbladet eine bei der statistischen Zentralbehörde (SCB) in Auftrag gegebene Analyse der Gesamt-Übersterblichkeit verschiedener EU- und ERW-Länder im dreijährigen Pandemiezeitraum 2020 bis 2022. Darin wurde für Schweden der niedrigste relative Zuwachs der Sterblichkeit im Vergleich zum gewählten Bezugszeitraum 2017–2019 berechnet. Da in dieser Übersterblichkeitsstatistik jedoch weder die Altersstruktur noch die Bevölkerungsentwicklung in den Ländern berücksichtigt wurde, sei sie nur ein „recht grober Maßstab“ so Anders Tegnell, ehemaliger Staatsepidemiologe der schwedischen Gesundheitsbehörde.
Wie Tegnell bezeichnete auch die schwedische Epidemiologin am Karolinska-Institut Karin Modig die im Svenska Dagbladet veröffentlichte Analyse als „ziemlich grob“. Es sei „sehr kompliziert“ einzelne Länder zu vergleichen, insbesondere je länger die Pandemie dauere. Man benötige eine „geeignete Basislinie“, welche vom vorherigen Geschehen abhänge. Jedes Land habe unterschiedliche Trends der Sterblichkeit, verschiedene Altersstrukturen sowie ggfs. variierende saisonale Schwankungen in der Pandemie.
Der Epidemiologe Preben Aavitsand erklärt die niedrigen schwedischen Zahlen im vom Svenska Dagbladet publizierten 3-Jahres-Zeitraum dadurch, dass die höchste Übersterblichkeit Schwedens zu Beginn der Pandemie bei den ältesten Schweden auftrat. Diese Bevölkerungsgruppe haben die nordischen Nachbarländer durch ihre anfänglichen Lockdowns schützen können, sie seien in den folgenden Jahren aber an anderen Ursachen oder an späteren Covid-Wellen verstorben, sodass nun, über drei Jahre betrachtet, der Effekt nicht zu messen sei. (Siehe dazu auch den Ansatz flatten the curve.) Dementsprechende Zahlen veröffentlichte Eurostat, wonach Schweden zu Beginn der Pandemie die siebthöchste Übersterblichkeit in der EU hatte (35,4 %), im Jahr 2022 jedoch die niedrigste (2 %).
Our World in Data vergleicht ebenfalls die kumulierten Todesfälle Zeitraum 2020–2022 mit der anhand eines Modells erwarteten Anzahl. Dabei wird der jeweilige Mortalitätstrend der Jahre 2015–2019 zugrunde gelegt.

## Publikationen
- Anders Tegnell mit Fanny Härgestam: Der andere Weg. Eigenverantwortung statt Zwang: Wie Schwedens Chef-Epidemiologe die Pandemie zähmte. Benevento, Edition Der Pragmaticus, 2025, ISBN 978-3-7109-0223-9